# البطولات الأسترالية 1960 (كرة مضرب)
هنا قائمة بالبطولات الأسترالية لكرة المضرب, المعروفة الآن باسم أستراليا المفتوحة لسنة 1960:

## الكبار

### فردي رجال
رود لافر هزم  نيل فريجر 5-7 3-6 6-3 8-6 8-6

### فردي سيدات
مارغريت كورت هزم  جان ليهان 7-5, 6-2